# Republic P-47
Die Republic P-47 Thunderbolt war ein einsitziges Kampfflugzeug des US-amerikanischen Herstellers Republic Aviation und das schwerste einmotorige Jagdflugzeug des Zweiten Weltkriegs. Der Ganzmetall-Mitteldecker war mit 15.683 Maschinen neben der North American P-51 (15.686 Maschinen) das meistgebaute US-Jagdflugzeug dieser Zeit.
Die United States Army Air Forces (USAAF) setzten P-47 vorwiegend auf dem europäischen Kriegsschauplatz als Jagdbomber ein. Der Buchstabe „P“ in der Bezeichnung steht für Jagdflugzeug (engl. Pursuit), zuletzt als F-47N geführt (siehe #Varianten).

## Auslegung
Die P-47 war die Weiterentwicklung des von Alexander Procofieff De Seversky entwickelten Auslegungskonzeptes von schnellen Ganzmetallflugzeugen, das ab 1933 von der Seversky Aircraft Corporation in einigen Konstruktionen umgesetzt wurde. Nach dem Aufkauf der Anteile von De Seversky durch andere Aktieninhaber erfolgte im Oktober 1939 eine Umbenennung des Unternehmens in Republic Aviation Company. Direkte Vorgänger der P-47 waren die Republic-Entwürfe P-43 und P-44, die, wie auch bereits alle vorhergehenden Seversky- und Republic-Konstruktionen vom Chefkonstrukteur Alexander Kartweli entworfen wurden. Im November 1940 bestellte das United States Army Air Corps (USAAC), aus dem im folgenden Jahr die USAAF hervorging, die beiden Prototypen XP-47 und XP-47A. Diese erwiesen sich jedoch nach den ersten Erfahrungsberichten vom europäischen Kriegsschauplatz als zu schwach bewaffnet und nicht leistungsfähig genug und wurden deshalb nicht in Serie hergestellt.
Kartweli begann daraufhin mit den Arbeiten an der sehr viel größeren und schwereren XP-47B. Da der voluminöse GE-Turbolader im hinteren Teil des Rumpfes untergebracht werden musste, wurde die Bauform als Mitteldecker gewählt, um unterhalb von Cockpit und den durchgehenden Flügelholmen zu beiden Seiten des Ansaugtrichters auch die zwei Abgasrohre nach hinten führen zu können. Hinter dem Ladeluftkühler verliefen zwei Ladeluftleitungen zu beiden Seiten der Pilotenkanzel wieder nach vorn zum Vergaser.
Der Jungfernflug fand am 6. Mai 1941 statt. Von den Vorgängermustern wie der Republic P-43 unterschied sich die P-47 durch ihre Größe, Leistung und Masse, die aus der Verwendung des großen Pratt & Whitney R-2800-Doppelsternmotors mit Turbolader resultierten.

## Einsatz

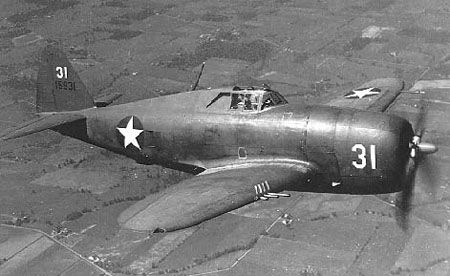
P-47B der USAAF

Die P-47B, von der 171 Exemplare gebaut wurden, war aufgrund der Einschränkungen ihrer Ausrüstung nicht kampfeinsatzfähig und diente in den Vereinigten Staaten als Schulflugzeug. Die von den Schulungseinheiten gemachten Erfahrungen mit der anfangs unzuverlässigen P-47 halfen Republic, die „Kinderkrankheiten“ des Typs zu beseitigen.
Die in 602 Exemplaren gebaute P-47C war das erste US-amerikanische Jagdflugzeug, das die USAAF ab April 1943 auf dem europäischen Kriegsschauplatz in großer Zahl einsetzte. Dass der Aktionsradius der P-47 nicht groß genug gewesen sei, um den Bombern der 8th Air Force bis zu den weiter entfernten Zielen im deutschen Reichsgebiet Begleitschutz zu geben, so dass die P-47 als Begleitjäger nur von beschränktem Nutzen war und schließlich von der North American P-51 abgelöst wurde, lag vor allem am mangelnden politischen Willen, sie von vorneherein mit geeigneten Zusatztanks auszustatten. Die Reichweite der Variante P-47D (2720 km) und zum Ende des Krieges der Version P-47N (3540Km) zeigen eindrucksvoll, wozu dieses Muster in Bezug auf die Reichweite im Stande war.

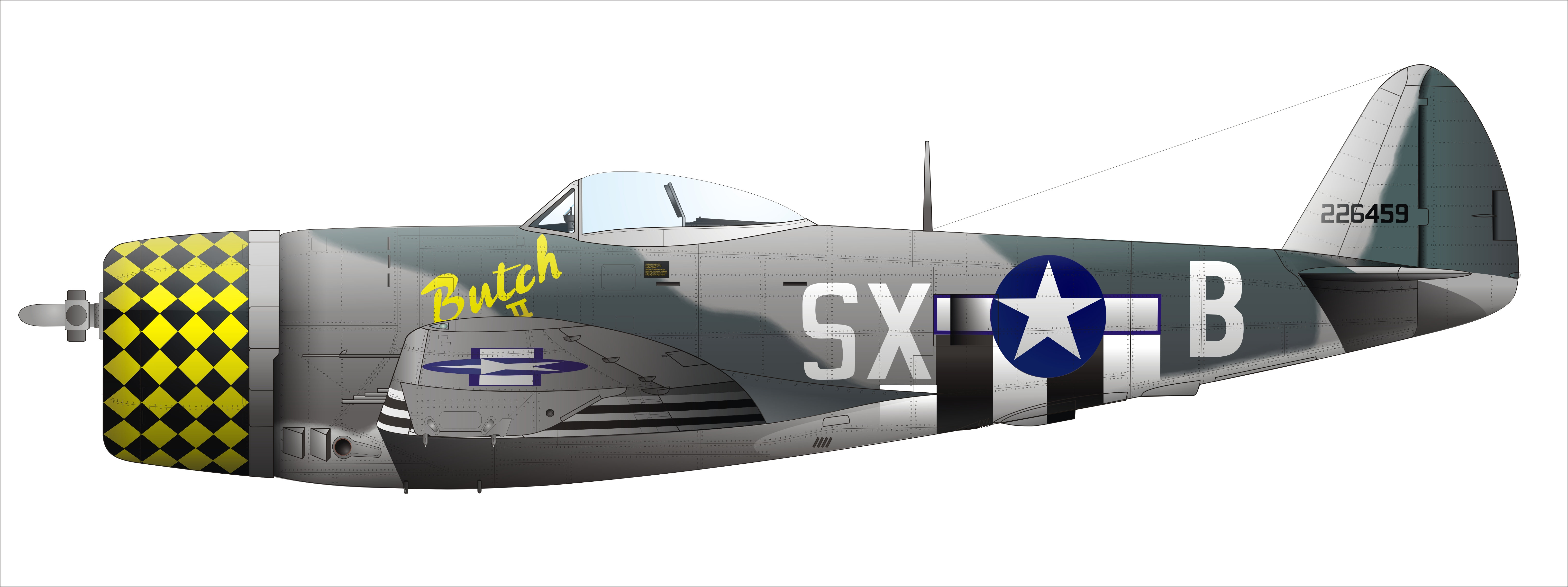
P-47D-25-RE, 352. FS/353. FG, Raydon/Suffolk, Juli 1943

Stattdessen wurde die P-47 von der 9th Air Force, die vor allem taktische Einsätze flog, in zunehmender Zahl als Jagdbomber eingesetzt. Dank der besonders robusten Konstruktion mit dem luftgekühlten Sternmotor waren die P-47 hierfür besser geeignet als die P-51 mit ihrem flüssigkeitsgekühlten Motor.
Mit ihrem vergleichsweise geringen Aktionsradius wurden P-47 im Pazifikkrieg nur in geringer Anzahl eingesetzt.
Am 8. Mai 1945, dem Tag der bedingungslosen Kapitulation der Wehrmacht, stürzte eine von dem 19-jährigen 2nd Lt. Henry G. Mohr aus der 405th Fighter Group, 511th Squadron, geflogene P-47 in den österreichischen Traunsee. Mohr wurde von Einheimischen gerettet und überlebte. Sie war eines der letzten Flugzeuge, welche die Alliierten im Krieg in Europa verloren. Diese Maschine blieb bis zum Jahr 2005 verschollen, bevor sie in 70 Metern Tiefe gefunden wurde. Im Juni 2017 hob das Flugzeug nach einer erfolgreichen Restauration wieder ab.
Die Wehrmacht konnte einige erbeutete P-47 wieder flugtauglich herrichten und in der 2./Versuchsverband Ob.d.L. („Wanderzirkus Rosarius“) der Luftwaffe einsetzen. Der deutsche Testpilot Hans-Werner Lerche flog im November 1943 eine frühe P-47 Beutemaschine. Nach seiner Beurteilung war die Maschine in Bodennähe ziemlich müde und schwerfällig und erreichte kaum über 500 km/h Höchstgeschwindigkeit, wurde jedoch mit zunehmender Höhe immer besser, stieg mühelos auf 11.000 m und erreichte in 9000 m Höhe etwa 640 km/h. Ende Mai 1944 flog Lerche noch eine verbesserte P-47 Beutemaschine mit Wasser-Methanol-Einspritzung und ca. 2400 PS.
Die Luftwaffen Brasiliens, Chiles, Kolumbiens, der Dominikanischen Republik, Ecuadors, Mexikos, Jugoslawiens, der Türkei und Perus verwendeten Thunderbolts teils bis in das Jahr 1966 hinein.

## Taktische Eigenschaften

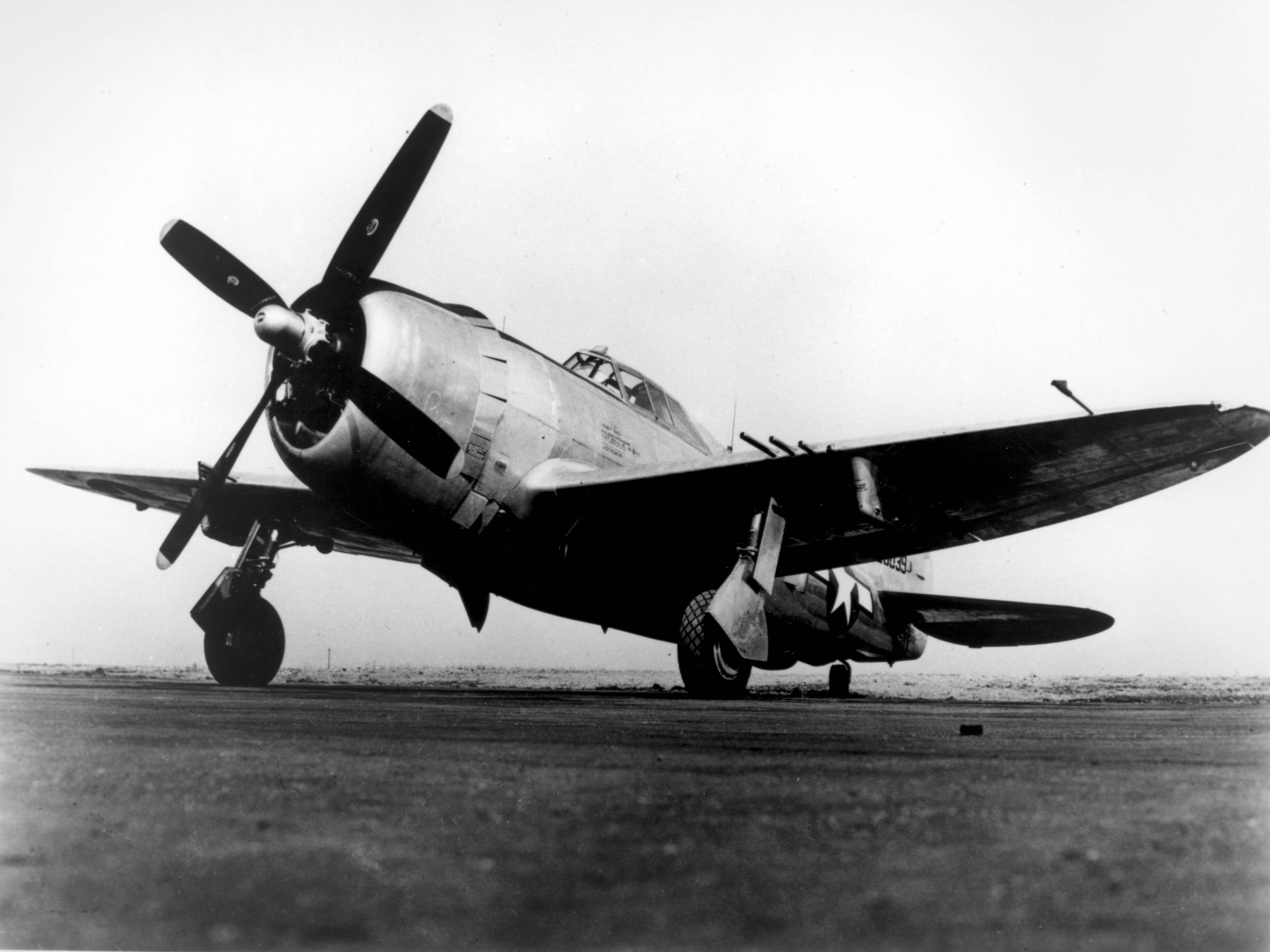
P-47D mit acht 12,7-mm-Maschinengewehren

Dank der mit dem Turbolader erreichten großen Volldruckhöhe war die P-47 in Höhen über 8000 m sehr schnell und trotz ihres hohen Gewichts war ihre Steigleistung derjenigen der Focke-Wulf Fw 190 in großer Höhe ebenbürtig. Weiter sorgte der Turbolader für zumindest durchschnittliche Leistungen in mittlerer und niedriger Höhe, während Gegner mit mechanischer Aufladung für Höhenleistung oder gute Leistung in niedrigen und mittleren Höhen im jeweils anderen Bereich einen deutlichen Leistungsabfall aufwiesen.
Die Rollrate der P-47D war mit bis zu 90°/s mittelmäßig; die Querrudersteuerung blieb aber auch bei hohen Geschwindigkeiten erhalten, während die Messerschmitt Bf 109 im Hochgeschwindigkeitsbereich eine deutlich schlechtere Rollrate hatte, so dass die P-47 dort im Vorteil war.
Im steilen Sturzflug konnte die P-47 schnell beschleunigen, war dabei aber durch Vibrationsprobleme in ihrer Endgeschwindigkeit begrenzt. Einige Piloten berichteten, dass die P-47 im Sturzflug plötzlich sehr stark vibrierte und das Höhenruder wirkungslos wurde. Britische Tests ergaben, dass die P-47 bei einer vergleichsweise niedrigen Mach-Zahl unsteuerbar wurde. Diese Tests führten zur Ausstattung der P-47 mit Sturzflugklappen, welche die Steuerbarkeit auch bei hoher Machzahl gewährleisteten. Auch nach der Einführung der Sturzflugklappen – die den aus diesem Problem entstehenden taktischen Nachteil milderten – waren die Fw 190 und die  Bf 109 in dieser Hinsicht aber immer noch überlegen. 30 Piloten der deutschen Luftwaffe erzielten fünf oder mehr Abschüsse von P-47.
Zwar haben P-47-Piloten berichtet, im Sturzflug die Schallmauer durchbrochen zu haben; diese Berichte sind aber auf Anzeigefehler des Fahrtmessers im Hochgeschwindigkeitssturz zurückzuführen. Allerdings ähneln einige der von den Piloten beim Erreichen der maximalen Mach-Zahl beobachteten Phänomene denen beim Durchbrechen der Schallmauer.

## Statistik

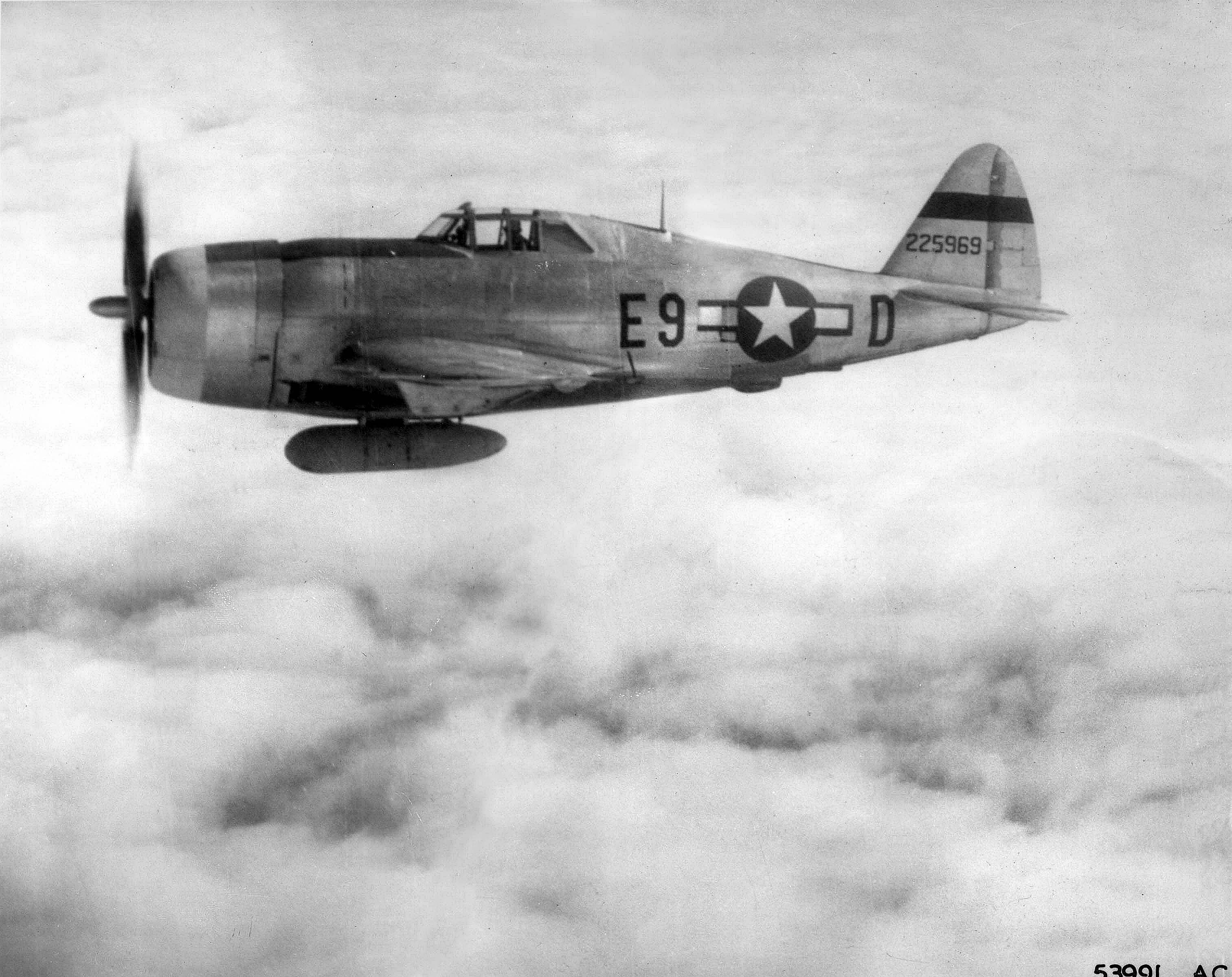
Eine P-47D-22 mit Zusatztank

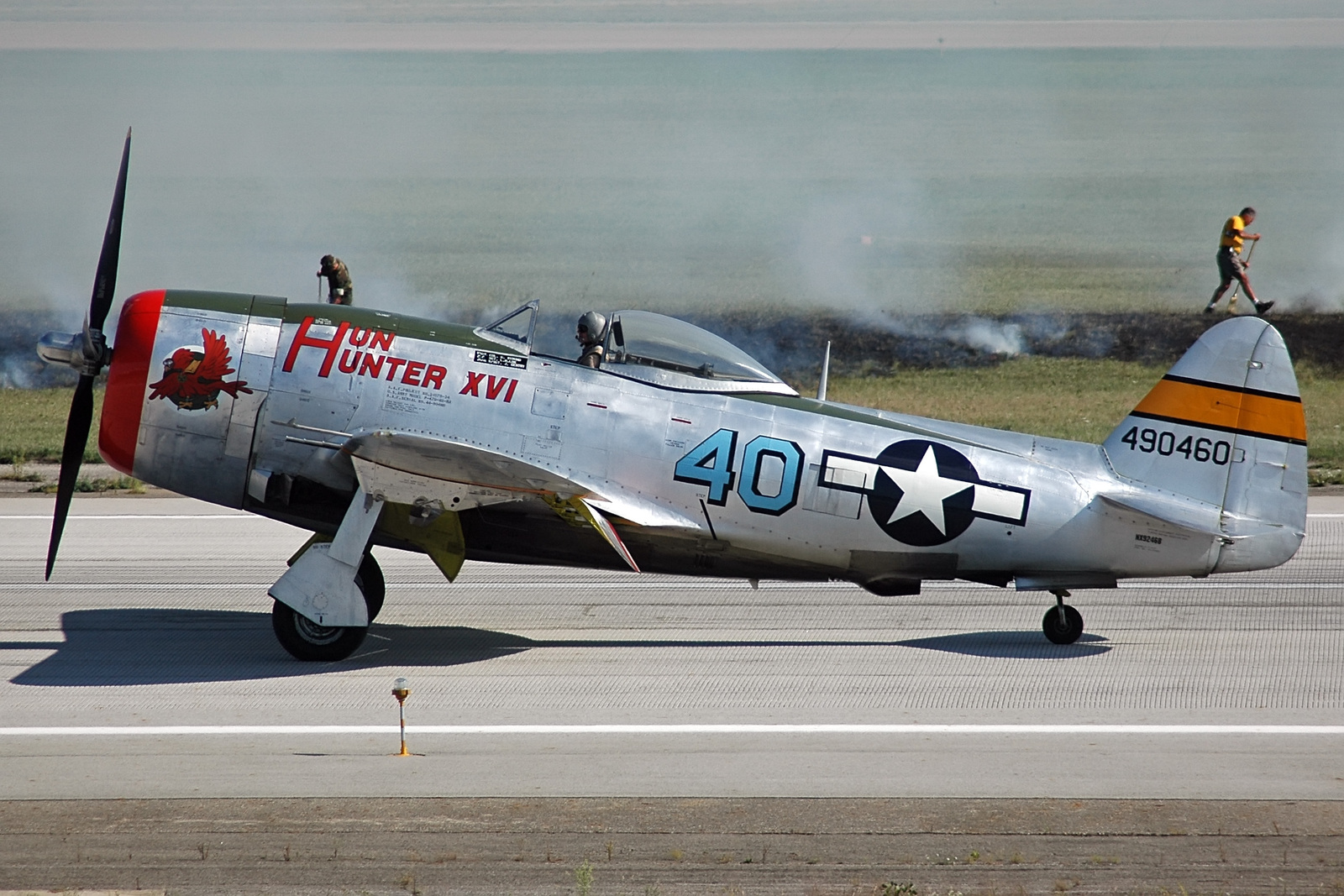
Eine flugfähig erhaltene P-47D-40-RA

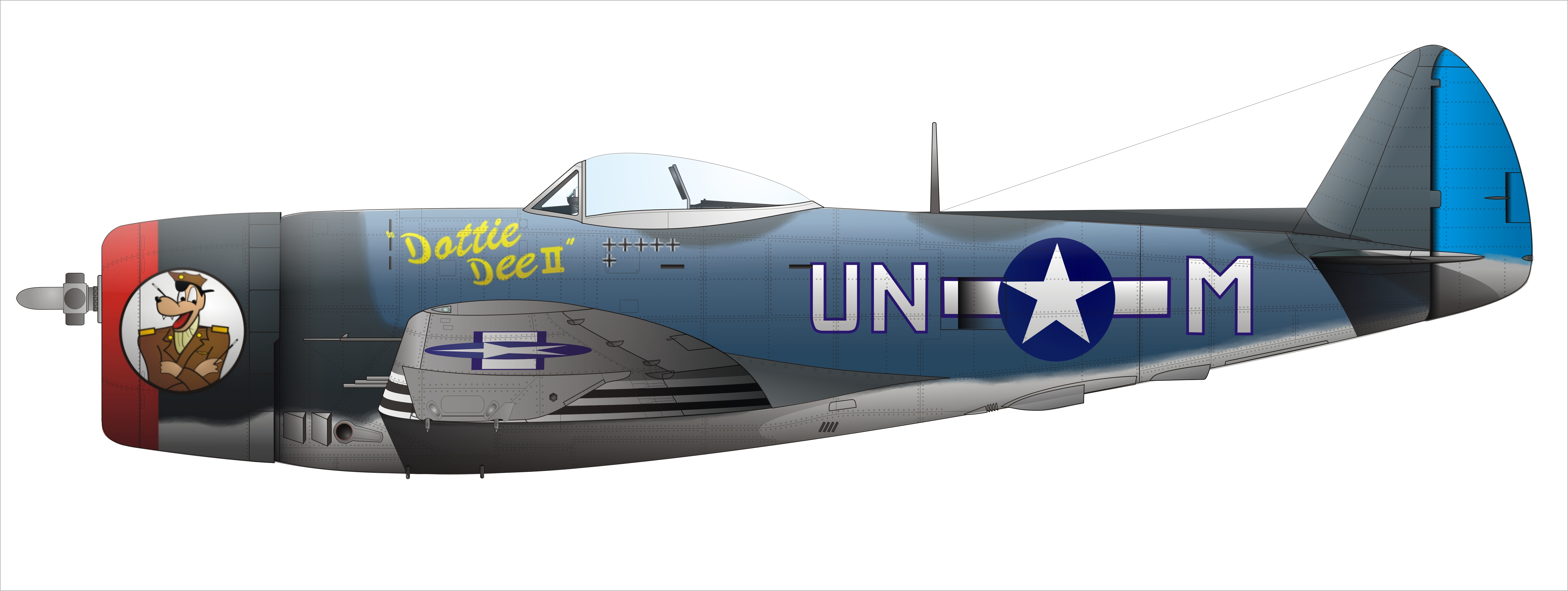
P-47M-1, 63. FS/56. FG, Boxted/Essex, Frühjahr 1945

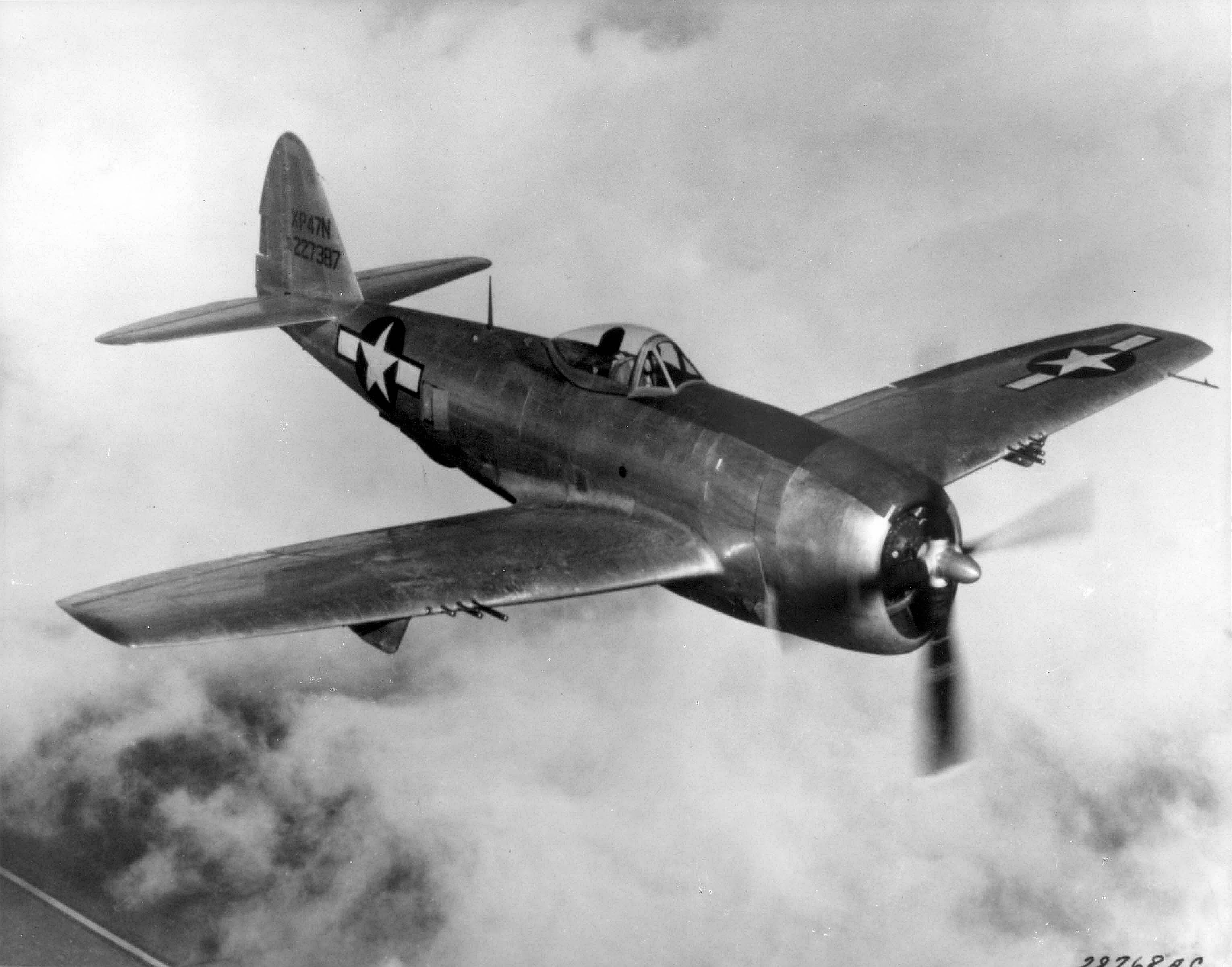
Langstreckenversion P-47N

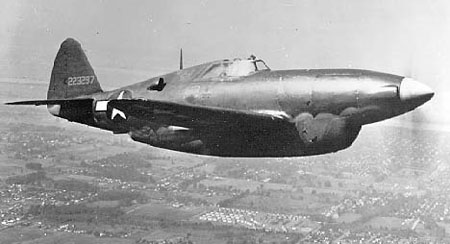
XP-47H mit Chrysler XIV-2220-1-Motor

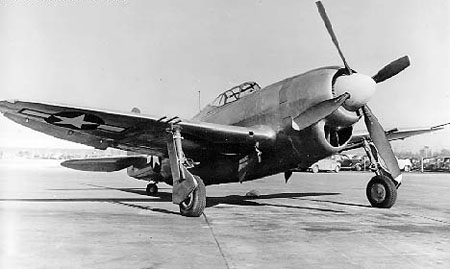
XP-47J mit Pratt&Whitney R-2800-57(C)-Motor

Diese Daten wurden zwischen März 1943 und August 1945 erfasst.
- Geflogene Einsätze: 545.575
- Verschossene Munition
  - 134.899.415 Schuss Kaliber .50 BMG (12,7 mm)
  - 59.657 Raketen
  - 132.482 t Bomben
- Flugzeit: 1.352.810 Stunden
- Treibstoffverbrauch: 773.025.120 l
- Angerichteter Schaden (beanspruchte „Claims“ der Piloten):
  - 7000 Flugzeuge, davon 3752 in der Luft
  - 1340 Lokomotiven
  - 86.000 Lastkraftwagen
  - 6000 gepanzerte Fahrzeuge und Panzer
  - 60.000 Fuhrwerke

Die Totalverluste an P-47 beliefen sich bei der 8th Air Force auf 1043 Maschinen.

## Varianten
- XP-47B: Prototyp, einer gebaut
- P-47B: erste Serienversion, die wegen verschiedener Mängel nur für die Ausbildung eingesetzt wurde, 171 gebaut, sechs 12,7-mm-MGs
- P-47C: verbesserte P-47B, 602 gebaut
- P-47D: Großserienvariante mit stärkerem Triebwerk mit Wassereinspritzung, Leistungssteigerung durch einen neuen Propellertyp, acht 12,7-mm-MGs, verbesserter Rundumsicht durch Vollsichthaube (P-47D-RE Block 25 bis 30 und P-47D-RA Block 26 bis 40), Aufhängung für Bomben, Raketen und Zusatztanks, Rückenflosse gegen Stabilitätsverlust durch Vollsichthaube bei späten Baureihen, bei älteren nachgerüstet. 12.602 gebaut, davon 6289 mit Vollsicht-Kanzel
- XP-47E: eine umgebaute P-47B mit Cockpit mit Druckausgleich.
- XP-47F: Eine umgebaute P-47B mit Laminar-Tragflächenprofil
- P-47G-CU: 354 von Curtiss gebaute P-47D ohne Vollsicht-Kanzel
- XP-47H: eine umgebaute P-47D mit 16-Zylinder-Motor Chrysler XIV-2220-1 (789 km/h)
- XP-47J: aerodynamisch verbessert, neu gestalteter Rumpf, sowie neue Tragflächen leichterer Struktur und 6 MG, mit Pratt & Whitney R-2800-57(C)-Motor mit Zwangskühlung durch Lüfterrad und CH-5-Turbolader, die im August 1944 eine Höchstgeschwindigkeit von 811 km/h in 10.500 m Höhe erreichte.[7]
- XP-47L: eine umgebaute P-47D-20 mit auf 1402 l erhöhtem internen Treibstoffvorrat
- YP-47M: drei umgebaute P-47D mit Sturzflugbremsen
- P-47M: Abfangjäger mit stärkerem Triebwerk mit neuem Turbolader, 130 gebaut
- P-47N: Langstreckenjäger mit stärkerem Triebwerk mit neuem Turbolader, vergrößerte Tragfläche mit gesteigerter Tankkapazität, 1816 gebaut (5934 bei Kriegsende storniert)

Zum Zeitpunkt der Umstellung der Bezeichnungssysteme im Jahr 1948 waren noch einige hundert P-47N im Dienst, die ab diesem Zeitpunkt als F-47N geführt wurden. Einige waren noch bis 1955 bei der Air National Guard im Einsatz.

## Produktion
Abnahme der P-47 durch die USAAF:
| Hersteller            | Typ    | 1941 | 1942 | 1943  | 1944  | 1945  | SUMME  |
| --------------------- | ------ | ---- | ---- | ----- | ----- | ----- | ------ |
| Republic, Farmingdale | XP-47B | 1    |      |       |       |       | 1      |
| Republic, Farmingdale | P-47B  |      | 171  |       |       |       | 171    |
| Republic, Farmingdale | P-47C  |      | 345  | 257   |       |       | 602    |
| Republic, Evansville  | P-47D  |      | 10   | 1.131 | 3.087 | 1.863 | 6.091  |
| Republic, Farmingdale | P-47D  |      |      | 2.770 | 3.745 |       | 6.515  |
| Curtiss, Buffalo      | P-47G  |      | 6    | 271   | 77    |       | 354    |
| Republic, Farmingdale |        |      |      | 1     |       |       | 1      |
| Republic, Farmingdale | P-47M  |      |      |       | 130   |       | 130    |
| Republic, Evansville  | P-47N  |      |      |       |       | 149   | 149    |
| Republic, Farmingdale | P-47N  |      |      |       | 24    | 1.643 | 1.667  |
| Republic, Farmingdale | XP-72  |      |      |       | 2     |       | 2      |
| SUMME                 |        | 1    | 532  | 4.430 | 7.065 | 3.655 | 15.683 |

## Technische Daten

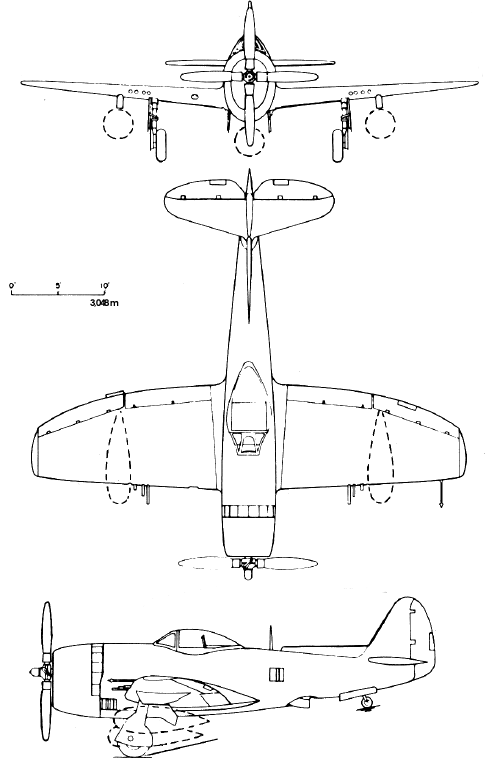
Republic P-47N Thunderbolt

| Kenngröße             | P-47D | P-47M | P-47N |
| --------------------- | --- | --- | --- |
| Besatzung             | 1 | 1 | 1 |
| Länge                 | 11,01 m | 11,07 m | 11,0 m |
| Spannweite            | 12,42 m | 12,43 m | 13,06 m |
| Höhe                  | 4,32 m | 4,5 m | 4,47 m |
| Leermasse             | 4860 kg | 4728 kg | 4990 kg |
| Startmasse            | 6579 bis 8800 kg | 6012 bis 6930 kg | 7394 bis 9390 kg |
| Antrieb               | 18-Zylinder-Doppelsternmotor Pratt & Whitney R-2800-59 „Double Wasp“                                                                | 18-Zylinder-Doppelsternmotor Pratt & Whitney R-2800-57                                                                              | 18-Zylinder-Doppelsternmotor Pratt & Whitney R-2800-73                                                                              |
| Leistung              | 1865 kW (2535 PS) | 2058 kW (2798 PS) | 2058 kW (2798 PS) |
| Höchstgeschwindigkeit | 686 km/h in 9150 m Höhe | 762 km/h in 9750 m Höhe | 752 km/h in 9906 m Höhe |
| Reisegeschwindigkeit  | 560 km/h | 500 km/h | 483 km/h |
| Dienstgipfelhöhe      | 12.800 m | 12.500 m | 13.000 m |
| Reichweite            | 2720 km | 850 km | 3540 km |
| Bewaffnung            | sechs oder acht MG Browning M2, Kaliber .50 BMG (12,7 mm), zwei 1000-Pfund-(454-kg)-Bomben; bis zu 1000 kg Bomben oder zehn Raketen | sechs oder acht MG Browning M2, Kaliber .50 BMG (12,7 mm), zwei 1000-Pfund-(454-kg)-Bomben; bis zu 1000 kg Bomben oder zehn Raketen | sechs oder acht MG Browning M2, Kaliber .50 BMG (12,7 mm), zwei 1000-Pfund-(454-kg)-Bomben; bis zu 1000 kg Bomben oder zehn Raketen |

## Trivia
Am 28. Mai 2016 stürzte eine P-47 Thunderbolt in New York City in den Hudson River. Die Maschine gehörte dem American Airpower Museum. Im Rahmen des 75. Geburtstags dieses Flugzeugmusters war sie mit einer P-40 und einem Begleitflugzeug auf dem Flughafen Farmingdale, Long Island, gestartet. Der Pilot starb beim Aufprall.
Der Komponist Bohuslav Martinů hat der P-47 eine Komposition gewidmet (H 309).